# Paralamyctes grayi
Paralamyctes grayi – gatunek parecznika z rzędu drewniakokształtnych i rodziny Henicopidae.
Gatunek ten opisany został w 2001 roku przez G.D. Edgecombego. Holotyp pochodzi z rezerwaty faunistycznego Mount Keira. Epitet gatunkowy nadano na cześć Michael R. Graya, który odłowił liczne okazy tego gatunku.
Parecznik ten osiąga do 32 mm długości ciała i do 3,3 mm długości tarczy głowowej. Ubarwienie głównie pomarańczowe, wierzch ciała ciemniej nakrapiany, sternity przednich segmentów jasnopomarańczowe do żółtawych, tylnych ciemnopomarańczowobrązowe. Czułki składają się 22–29 członów. Tarcza głowowa jest gładka, silnie i krótko wcięta pośrodku przedniej krawędzi. Oczy lekko wypukłe. Zewnętrzny brzeg jajowatego narządu Tömösváry’ego leży na krawędzi pleurytu głowowego. Coxosterna szczękonóży na krawędzi dentalnej mają po 6–12 małych, tępych ząbków. Żuwaczka z 4 parzystymi ząbkami, 1 ząbkiem nieparzystym i maksymalnie 15 prostymi aciculae. Pierwsza para szczęk ma do 25 (zwykle około 15) prostych szczecinek na wyrostku biodrowym. Liczba porów koksalnych na poszczególnych biodrach odnóży par od 12 do 15 wynosi 5–8. Pory są jajowate lub nieco ośmiokątne, położone w głębokich rowkach i w większości zasłonięte przednio-brzuszną powierzchnią biodra. Na goleniach odnóży 14 pary obecny jest kolczasty wyrostek dystalny, zaś na tych 15 pary brak takowego. Genitalny sternit i gonopody samicy obficie porastają krótkie szczecionki. Genitalia samca charakteryzuje małe prącie i krótki wyrostek końcowy gonopodów.
Wij endemiczny dla Australii, znany z wielu lokalizacji w Nowej Południowej Walii.